# Tramlijn Oldenzaal - Gronau
De tramlijn van Oldenzaal - Gronau was een tramlijn van de Nederlandsch-Westfaalsche Stoomtram-Maatschappij (NWSM) tussen Oldenzaal en Gronau.

## Geschiedenis
De lijn is geopend op 18 juli 1903. Deze lokaalspoorlijn, aangelegd voor het vervoer van arbeiders en goederen van en naar de textielfabrieken in Twente en in Gronau, werd geëxploiteerd door de Hollandsche IJzeren Spoorweg-Maatschappij (HSM) en vanaf 1 januari 1938 door de Nederlandsche Spoorwegen (NS). De oorspronkelijk geplande rechtstreekse verbinding vanuit Denekamp via Oldenzaal naar Gronau werd echter in Oldenzaal 'geknipt'. De kruising van de spoorlijn Hengelo - Bentheim was te duur. Het eindpunt voor de lijn uit Gronau kwam op station Oldenzaal EO, het station van de lokaalspoorlijn Enschede - Oldenzaal. De tram naar Denekamp vertrok van het voorplein van station Oldenzaal AS. Vanwege eisen van de Duitse overheid werd in Glane een groot grensstation met douanefaciliteiten gebouwd. In Gronau mocht men echter het station niet gebruiken, waardoor er een speciaal station Holländische Bahn nodig was. Ook kreeg men geen toestemming voor het laten rijden van doorgaande goederentreinen vanuit het Ruhrgebied.
Om arbeiders rechtstreeks van Losser naar Enschede te kunnen vervoeren, legde de NWSM in 1918 een verbindingsbaan aan tussen de tramlijn Losser - Oldenzaal EO en de spoorlijn Enschede Noord - Oldenzaal EO. Van Losser tot de verbindingsbaan reed men officieel als tram, en op het vervolg naar Enschede als trein. Bij de verbindingsboog was een halte (Steenfabriek). De verbindingsboog heeft tot 1930 bestaan.
Het personenvervoer op het traject Oldenzaal - Gronau werd gestaakt op 1 januari 1936. In 1938 is het gedeelte van Losser naar de grens bij Glane opgebroken.
De Tweede Wereldoorlog luidde het einde van de lijn in. De NS moest vijfhonderd kilometer spoor en dwarsliggers afgeven aan de Duitse bezetter en het bedrijf koos onder meer voor een groot deel van deze lijn.
In 1947 werden plannen gemaakt om Losser weer per spoor bereikbaar te maken. In 1948 begon men vanaf Glanerbrug een nieuwe lijn aan te leggen naar Glane en vandaar over het oude tracé tot station Losser. In 1949 is deze lijn in gebruik genomen. De verbinding heeft tot 28 mei 1972 bestaan. In de winter van 1974/1975 is deze lijn opgebroken.